# O Processo Civilizatório
O Processo Civilizatório é um livro do sociólogo alemão Norbert Elias. Trabalho influente na sociologia e a mais importante obra de Elias, foi publicado pela primeira vez em dois volumes em 1939, em alemão, com o título Über den Prozeß der Zivilisation. Por causa da Segunda Guerra Mundial, foi praticamente ignorado, mas ganhou popularidade quando foi republicado como tradução à língua inglesa, em 1969. 
Cobrindo a história europeia de cerca do ano 800 a 1900, é a primeira análise formal e teórica da civilização. Em 1998, a Internacional Sociological Association listou a obra como o sétimo livro sociológico mais importante do século XX. 

## Temas
O primeiro volume, A História dos costumes, traça a evolução histórica da Europa, o habitus, ou "segunda natureza", as estruturas psíquicas individuais e particulares moldadas por atitudes sociais. Elias traçou como os padrões europeus pós-medievais em relação à violência, comportamento sexual, funções corporais, modos à mesa e formas de discurso foram gradualmente transformados pelo aumento dos limiares de vergonha e repugnância, de dentro para fora a partir de um núcleo na etiqueta de corte. A internalizada "auto-contenção" imposta por redes cada vez mais complexas de relações sociais desenvolveu as auto-percepções "psicológicas" que Freud reconhece como o "superego".
O segundo volume, Formação do Estado e Civilização, olha para as causas desses processos e encontra-os no Estado Moderno cada vez mais centralizado e na rede cada vez mais diferenciada e interconectada da sociedade.

## Recepção
Quando o trabalho de Elias encontrou uma audiência maior na década de 1960, num primeiro momento sua análise do processo foi mal interpretada como uma extensão do desacreditado "darwinismo social". A ideia de "progresso" ascendente foi descartada ao lê-lo como história consecutiva em vez de uma metáfora para um processo social. Logo ficou óbvio que Elias não defendia uma "superioridade moral". Em vez disso, ele descreve a crescente estruturação e restrição do comportamento humano na história europeia, um processo denominado como "civilização" por seus próprios protagonistas. Elias tinha apenas a intenção de analisar este conceito e processo apelidado de civilização, e pesquisou em suas origens, padrões e métodos.
Uma crítica particular do O processo civilizatório de Elias foi formulada pelo antropólogo etnólogo e cultural alemão Hans Peter Duerr em sua obra de 5 volumes Der Mythos vom Zivilisationsprozeß (1988-2002), apontando que já existiam restrições sociais e regulamentos na cultura ocidental e em outros lugares desde muito antes do período medieval. Elias e os seus apoiadores responderam que ele nunca teve a intenção de afirmar que os regulamentos sociais ou agentes psicológicos de auto-restrição seriam instituições singulares à modernidade ocidental, apenas que a cultura ocidental desenvolveu de forma particularmente sofisticada, concisa e abrangente instituições rígidas, por exemplo, com  avanços tecnológicos decisivos, quando comparada a outras culturas.  